# Pimoa wanglangensis
Espèce
Pimoa wanglangensis est une espèce d'araignées aranéomorphes de la famille des Pimoidae.

## Distribution
Cette espèce est endémique du Sichuan en Chine,. Elle se rencontre dans le xian de Pingwu.

## Description
Les mâles mesurent de 5,86 à 6,22 mm et les femelles de 5,69 à 6,67 mm.

## Étymologie
Son nom d'espèce, composé de wanglang et du suffixe latin -ensis, « qui vit dans, qui habite », lui a été donné en référence au lieu de sa découverte, la réserve naturelle de Wanglang.

## Publication originale
- Yuan, Zhao & Zhang, 2019 : Preliminary study on the spider diversity of the Wanglang National Nature Reserve. Acta Arachnologica Sinica, vol. 28, no 1, p. 7-36.